# Temporada 2021-2022 del Paris Saint-Germain FC
La Temporada 2021-2022 del FC Paris Saint-Germain és la 52a temporada en l'existència del Paris Saint-Germain F.C. i la 48a temporada consecutiva del club a la màxima categoria del futbol francès.

## Equips
| N. | Pos. | Nac. | Jugador                      |
| -- | ---- | --- | ---------------------------- |
| 1  | POR  | [[Fitxer:Flag of Costa Rica.svg\|23x15px\|border \|alt=Costa Rica\|link=Selecció de futbol de Costa Rica\|{{#if:\|]]                           | Keylor Navas                 |
| 3  | DEF  | [[Fitxer:Flag of France (1794–1815, 1830–1974).svg\|23x15px\|border \|alt=França\|link=Selecció de futbol de França\|{{#if:\|]]                | Presnel Kimpembe (2n capità) |
| 4  | DEF  | [[Fitxer:Flag of Spain.svg\|23x15px\|border \|alt=Espanya\|link=Selecció de futbol d'Espanya\|{{#if:\|]]                                       | Sergio Ramos                 |
| 5  | DEF  | [[Fitxer:Flag of Brazil.svg\|23x15px\|border \|alt=Brasil\|link=Selecció de futbol del Brasil\|{{#if:\|]]                                      | Marquinhos (capità)          |
| 6  | MIG  | [[Fitxer:Flag of Italy.svg\|23x15px\|border \|alt=Itàlia\|link=Selecció de futbol d'Itàlia\|{{#if:\|]]                                         | Marco Verratti               |
| 7  | DAV  | [[Fitxer:Flag of France (1794–1815, 1830–1974).svg\|23x15px\|border \|alt=França\|link=Selecció de futbol de França\|{{#if:\|]]                | Kylian Mbappé                |
| 8  | MIG  | [[Fitxer:Flag of Argentina.svg\|23x15px\|border \|alt=Argentina\|link=Selecció de futbol de l'Argentina\|{{#if:\|]]                            | Leandro Paredes              |
| 9  | DAV  | [[Fitxer:Flag of Argentina.svg\|23x15px\|border \|alt=Argentina\|link=Selecció de futbol de l'Argentina\|{{#if:\|]]                            | Mauro Icardi                 |
| 10 | DAV  | [[Fitxer:Flag of Brazil.svg\|23x15px\|border \|alt=Brasil\|link=Selecció de futbol del Brasil\|{{#if:\|]]                                      | Neymar                       |
| 11 | MIG  | [[Fitxer:Flag of Argentina.svg\|23x15px\|border \|alt=Argentina\|link=Selecció de futbol de l'Argentina\|{{#if:\|]]                            | Ángel Di María               |
| 12 | MIG  | [[Fitxer:Flag of Brazil.svg\|23x15px\|border \|alt=Brasil\|link=Selecció de futbol del Brasil\|{{#if:\|]]                                      | Rafinha                      |
| 14 | DEF  | [[Fitxer:Flag of the Valencian Community (2x3).svg\|23x15px\|border \|alt=País Valencià\|link=Selecció de futbol del País Valencià\|{{#if:\|]] | Juan Bernat                  |
| 15 | MIG  | [[Fitxer:Flag of Portugal.svg\|23x15px\|border \|alt=Portugal\|link=Selecció de futbol de Portugal\|{{#if:\|]]                                 | Danilo Pereira               |

| N. | Pos. | Nac. | Jugador              |
| -- | ---- | --- | -------------------- |
| 16 | POR  | [[Fitxer:Flag of Spain.svg\|23x15px\|border \|alt=Espanya\|link=Selecció de futbol d'Espanya\|{{#if:\|]]                          | Sergio Rico          |
| 17 | DEF  | [[Fitxer:Flag of France (1794–1815, 1830–1974).svg\|23x15px\|border \|alt=França\|link=Selecció de futbol de França\|{{#if:\|]]   | Colin Dagba          |
| 18 | MIG  | [[Fitxer:Flag of the Netherlands.svg\|23x15px\|border \|alt=Països Baixos\|link=Selecció de futbol dels Països Baixos\|{{#if:\|]] | Georginio Wijnaldum  |
| 20 | DEF  | [[Fitxer:Flag of France (1794–1815, 1830–1974).svg\|23x15px\|border \|alt=França\|link=Selecció de futbol de França\|{{#if:\|]]   | Layvin Kurzawa       |
| 21 | MIG  | [[Fitxer:Flag of Spain.svg\|23x15px\|border \|alt=Espanya\|link=Selecció de futbol d'Espanya\|{{#if:\|]]                          | Ander Herrera        |
| 22 | DEF  | [[Fitxer:Flag of France (1794–1815, 1830–1974).svg\|23x15px\|border \|alt=França\|link=Selecció de futbol de França\|{{#if:\|]]   | Abdou Diallo         |
| 23 | MIG  | [[Fitxer:Flag of Germany.svg\|23x15px\|border \|alt=Alemanya\|link=Selecció de futbol d'Alemanya\|{{#if:\|]]                      | Julian Draxler       |
| 24 | DEF  | [[Fitxer:Flag of Germany.svg\|23x15px\|border \|alt=Alemanya\|link=Selecció de futbol d'Alemanya\|{{#if:\|]]                      | Thilo Kehrer         |
| 25 | DEF  | [[Fitxer:Flag of Portugal.svg\|23x15px\|border \|alt=Portugal\|link=Selecció de futbol de Portugal\|{{#if:\|]]                    | Nuno Mendes          |
| 27 | MIG  | [[Fitxer:Flag of Senegal.svg\|23x15px\|border \|alt=Senegal\|link=Selecció de futbol del Senegal\|{{#if:\|]]                      | Idrissa Gueye        |
| 30 | DAV  | [[Fitxer:Flag of Argentina.svg\|23x15px\|border \|alt=Argentina\|link=Selecció de futbol de l'Argentina\|{{#if:\|]]               | Lionel Messi         |
| 50 | POR  | [[Fitxer:Flag of Italy.svg\|23x15px\|border \|alt=Itàlia\|link=Selecció de futbol d'Itàlia\|{{#if:\|]]                            | Gianluigi Donnarumma |

## Trasllats

### Trasllats a
| No. | Posició | Jugador              | Del Club       | Quota     | Data           | Ref.        |
| --- | ------- | -------------------- | -------------- | --------- | -------------- | ----------- |
| 15  | MIG     | Danilo Pereira       | FC Porto       | €16m      | 9 Juny 2021    | [ 2 ]       |
| 18  | MIG     | Georginio Wijnaldum  | Liverpool FC   | Alliberat | 1 Juliol 2021  | [ 3 ]       |
| 2   | DEF     | Achraf Hakimi        | Inter          | €60m      | 6 Juliol 2021  | [ 4 ] [ 5 ] |
| 4   | DEF     | Sergio Ramos         | Sense adjuntar | Alliberat | 8 Juliol 2021  | [ 6 ]       |
| 50  | POR     | Gianluigi Donnarumma | Sense adjuntar | Alliberat | 14 Juliol 2021 | [ 7 ]       |
| 30  | DAV     | Lionel Messi         | Sense adjuntar | Alliberat | 10 Agost 2021  | [ 8 ]       |
| 25  | DEF     | Nuno Mendes          | Sporting CP    | [ B ]     | 31 Agost 2021  | Préstec     |

## Resultat

### Ligue 1

#### partit anada
| 7 d'agost de 2021    | Troyes       | 1–2     | Paris Saint-Germain     | Troyes                                                  |  |
| 21:00 CEST Jornada 1 | El Hajjam 9' | Informe | 19' Hakimi · 21' Icardi | Stade de l'Aube · 15.248 espectadors · Amaury Delerue · |  |

| 14 d'agost de 2021   | Paris Saint-Germain                                        | 4–2     | Strasbourg                | París                                                   |  |
| 21:00 CEST Jornada 2 | Icardi 3' · Ajorque 25' (p.p.) · Draxler 27' · Sarabia 86' | Informe | 53' Gameiro · 64' Ajorque | Parc des Princes · 46.962 espectadors · Willy Delajod · |  |

| 20 d'agost de 2021   | Brest                    | 2–4     | Paris Saint-Germain                                 | Brest                                                         |  |
| 21:00 CEST Jornada 3 | Honorat 42' · Mounié 85' | Informe | 23' Herrera · 33' Mbappé · 73' Gueye · 90' Di María | Stade Francis-Le Blé · 14.586 espectadors · Eric Wattellier · |  |

| 29 d'agost de 2021   | Stade Reims | 0–2     | Paris Saint-Germain | Reims                                                            |  |
| 20:45 CEST Jornada 4 |             | Informe | 16', 64' Mbappé     | Stade Auguste Delaune · 20.525 espectadors · François Letexier · |  |

| 11 de setembre de 2021 | Paris Saint-Germain                       | 4–0     | Clermont | París                                                   |  |
| 17:00 CEST Jornada 5   | Herrera 20', 36' · Mbappé 55' · Gueye 65' | Informe |          | Parc des Princes · 47.329 espectadors · Mikaël Lesage · |  |

| 19 de setembre de 2021 | Paris Saint-Germain            | 2–1     | Olympique de Lió | París                                                    |  |
| 20:45 CEST Jornada 6   | Neymar 66' (p.) · Icardi 90+3' | Informe | 64' Paquetá      | Parc des Princes · 47.611 espectadors · Clément Turpin · |  |

| 22 de setembre de 2021 | Metz        | 1–2     | Paris Saint-Germain | Metz                                                            |  |
| 21:00 CEST Jornada 7   | Kouyaté 39' | Informe | 5', 90+4' Hakimi    | Stade Saint-Symphorien · 26.611 espectadors · Jérémie Pignard · |  |

| 26 de setembre de 2021 | Paris Saint-Germain     | 2–0     | Montpellier | París                                                    |  |
| 21:00 CEST Jornada 8   | Gueye 19' · Draxler 89' | Informe |             | Parc des Princes · 47.408 espectadors · Antony Gautier · |  |

| 3 d'octubre de 2021  | Stade Rennais          | 2–0     | Paris Saint-Germain | Rennes                                             |  |
| 13:00 CEST Jornada 9 | Laborde 45' · Tait 46' | Informe |                     | Roazhon Park · 28.092 espectadors · Ruddy Buquet · |  |

| 15 d'octubre de 2021  | Paris Saint-Germain          | 2–1     | Angers      | París                                                     |  |
| 21:00 CEST Jornada 10 | Danilo 68' · Mbappé 87' (p.) | Informe | 35' Fulgini | Parc des Princes · 47.646 espectadors · Bastien Dechepy · |  |

| 24 d'octubre de 2021  | Olympique de Marsella | 0–0     | Paris Saint-Germain | Marsella                                                |  |
| 20:45 CEST Jornada 11 |                       | Informe |                     | Stade Vélodrome · 65.121 espectadors · Benoît Bastien · |  |

| 29 d'octubre de 2021  | Paris Saint-Germain           | 2–1     | Lille     | París                                                    |  |
| 20:45 CEST Jornada 12 | Marquinhos 74' · Di María 88' | Informe | 31' David | Parc des Princes · 47.874 espectadors · Amaury Delerue · |  |

| 6 de novembre de 2021 | Girondins de Bordeus   | 2–3     | Paris Saint-Germain          | Bordeaux                                                      |  |
| 21:00 CET Jornada 13  | Elis 79' · Niang 90+2' | Informe | 26', 46' Neymar · 63' Mbappé | Stade Matmut Atlantique · 41.172 espectadors · Ruddy Buquet · |  |

| 20 de novembre de 2021 | Paris Saint-Germain                       | 3–1     | Nates     | París                                                   |  |
| 17:00 CET Jornada 14   | Mbappé 2' · Appiah 82' (p.p.) · Messi 87' | Informe | 76' Muani | Parc des Princes · 47.777 espectadors · Jérémy Stinat · |  |

| 28 de novembre de 2021 | Saint-Étienne | 1–3     | Paris Saint-Germain                    | Saint-Étienne                              |  |
| 13:00 CET Jornada 15   | Bouanga 26'   | Informe | 45+2', 90+1' Marquinhos · 79' Di María | Stade Geoffroy-Guichard · Jérôme Brisard · |  |

| 1 de desembre de 2021 | Paris Saint-Germain | 0–0     | Nice | París                                                    |  |
| 21:00 CET Jornada 16  |                     | Informe |      | Parc des Princes · 47.502 espectadors · Clément Turpin · |  |

| 4 de desembre de 2021 | Lens       | 1–1     | Paris Saint-Germain | Lenis                                        |  |
| 21:00 CET Jornada 17  | Fofana 62' | Informe | 90+1' Wijnaldum     | Stade Bollaert-Delelis · François Letexier · |  |

| 12 de desembre de 2021 | Paris Saint-Germain  | 2–0     | Monaco | París                                                    |  |
| 20:45 CET Jornada 18   | Mbappé 12' (p.), 45' | Informe |        | Parc des Princes · 41.154 espectadors · Benoît Bastien · |  |

| 22 de desembre de 2021 | Lorient        | 1–1     | Paris Saint-Germain | An Oriant                                                  |  |
| Jornada 19             | Monconduit 40' | Informe | 90+1' Icardi        | Stade du Moustoir · 16.603 espectadors · Jérémie Pignard · |  |

#### partit tornada
| 9 de gener de 2022   | Olympique de Lió | 1–1     | Paris Saint-Germain | Lió                                                           |  |
| 20:45 CET Jornada 20 | Paquetá 9'       | Informe | 76' Kehrer          | Parc Olympique lyonnais · 0 espectadors · François Letexier · |  |

| 16 de gener de 2022  | Paris Saint-Germain     | 2–0     | Brest | París                              |  |
| 21:00 CET Jornada 21 | Mbappé 32' · Kehrer 53' | Informe |       | Parc des Princes · Mikaël Lesage · |  |

| 23 de gener de 2022  | Paris Saint-Germain                        | 4–0     | Stade Reims | París                                |  |
| 20:45 CET Jornada 22 | Verratti 44', 67' · Ramos 62' · Danilo 75' | Informe |             | Parc des Princes · Eric Wattellier · |  |

| 6 de febrer de 2022 | Lille | v | Paris Saint-Germain | Lilla                 |  |
| Jornada 23          |       |   |                     | Stade Pierre-Mauroy · |  |

| 13 de febrer de 2022 | Paris Saint-Germain | v | Stade Rennais | París              |  |
| Jornada 24           |                     |   |               | Parc des Princes · |  |

| 20 de febrer de 2022 | Nates | v | Paris Saint-Germain | Nates                   |  |
| Jornada 25           |       |   |                     | Stade de la Beaujoire · |  |

| 27 de febrer de 2022 | Paris Saint-Germain | v | Saint-Étienne | París              |  |
| Jornada 26           |                     |   |               | Parc des Princes · |  |

| 6 de març de 2022 | Nizza | v | Paris Saint-Germain | Niça              |  |
| Jornada 27        |       |   |                     | Allianz Riviera · |  |

| 13 de març de 2022 | Paris Saint-Germain | v | Girondins de Bordeus | París              |  |
| Jornada 28         |                     |   |                      | Parc des Princes · |  |

| 20 de març de 2022 | Monaco | v | Paris Saint-Germain | Monaco            |  |
| Jornada 29         |        |   |                     | Estadi Lluís II · |  |

| 3 d'abril de 2022 | Paris Saint-Germain | v | Lorient | París              |  |
| Jornada 30        |                     |   |         | Parc des Princes · |  |

| 10 d'abril de 2022 | Clermont | v | Paris Saint-Germain | Clarmont d'Alvèrnia        |  |
| Jornada 31         |          |   |                     | Estádio Gabriel Montpied · |  |

| 17 d'abril de 2022 | Paris Saint-Germain | v | Olympique de Marsella | París              |  |
| Jornada 32         |                     |   |                       | Parc des Princes · |  |

| 20 d'abril de 2022 | Angers | v | Paris Saint-Germain | Angers             |  |
| Jornada 33         |        |   |                     | Stade Jean-Bouin · |  |

| 24 d'abril de 2022 | Paris Saint-Germain | v | Lens | París              |  |
| Jornada 34         |                     |   |      | Parc des Princes · |  |

| 1 de maig de 2022 | Strasbourg | v | Paris Saint-Germain | Estrasburg           |  |
| Jornada 35        |            |   |                     | Stade de la Meinau · |  |

| 8 de maig de 2022 | Paris Saint-Germain | v | Troyes | París              |  |
| Jornada 36        |                     |   |        | Parc des Princes · |  |

| 14 de maig de 2022 | Montpellier | v | Paris Saint-Germain | Montpeller           |  |
| Jornada 37         |             |   |                     | Stade de la Mosson · |  |

| 21 de maig de 2022 | Paris Saint-Germain | v | Metz | París              |  |
| Jornada 38         |                     |   |      | Parc des Princes · |  |

### Copa francesa

#### Fase Final
| 19 de desembre de 2021            | Feignies Aulnoye | 0–3     | Paris Saint-Germain                    | Feignies                                       |  |
| 21:10 CET Finals de trenta segons |                  | Informe | 16' (p.), 51' Mbappé · 31' (p.) Icardi | Complexe Sportif Didier Eloy · Florent Batta · |  |

| 3 de gener de 2022    | Vannes | 0–4 | Paris Saint-Germain                 | Vannes                               |  |
| 21:10 CET Ronda de 32 |        |     | 28' Kimpembe · 59', 71', 79' Mbappé | Stade de la Rabine · Jérémy Stinat · |  |

| ( )        |  | v |  |  |  |
| Jornada 38 |  |   |  |  |  |

### Lliga de Campions

#### Fase de Grups:A
| Equip               | Pts | PJ | PG | PE | PP | GF | GC | DG  |
| ------------------- | --- | -- | -- | -- | -- | -- | -- | --- |
| Manchester City     | 12  | 6  | 4  | 0  | 2  | 18 | 10 | +8  |
| Paris Saint-Germain | 11  | 6  | 3  | 2  | 1  | 13 | 8  | +5  |
| Leipzig             | 7   | 6  | 2  | 1  | 3  | 15 | 14 | +1  |
| Club Brugge         | 4   | 6  | 1  | 1  | 4  | 6  | 20 | -15 |

| 15 de setembre de 2021 | Club Brugge | 1–1     | Paris Saint-Germain | Bruges                                                      |  |
| 21:00 CEST Jornada 1   | Vanaken 27' | Informe | 15' Herrera         | Jan Breydel Stadium · 27.546 espectadors · Sandro Schärer · |  |

| 28 de setembre de 2021 | Paris Saint-Germain   | 2–0     | Manchester City | París                                                             |  |
| 21:00 CEST Jornada 2   | Gueye 11' · Messi 74' | Informe |                 | Parc des Princes · 37.350 espectadors · Carlos del Cerro Grande · |  |

| 19 d'octubre de 2021 | Paris Saint-Germain             | 3–2     | Leipzig                 | París                                                 |  |
| 21:00 CEST Jornada 3 | Mbappé 9' · Messi 67', 74' (p.) | Informe | 28' Silva · 57' Mukiele | Parc des Princes · 47.359 espectadors · Marco Guida · |  |

| 3 de novembre de 2021 | Leipzig                           | 2–2     | Paris Saint-Germain | Leipzig                                                |  |
| 21:00 CET Jornada 4   | Nkunku 8' · Szoboszlai 90+2' (p.) | Informe | 21', 39' Wijnaldum  | Red Bull Arena · 39.794 espectadors · Andreas Ekberg · |  |

| 24 de novembre de 2021 | Manchester City          | 2–1     | Paris Saint-Germain | Manchester                                                          |  |
| 21:00 CET Jornada 5    | Sterling 63' · Jesus 76' | Informe | 50' Mbappé          | Estadi Ciutat de Manchester · 52.030 espectadors · Daniele Orsato · |  |

| 7 de desembre de 2021 | Paris Saint-Germain                 | 4–1     | Club Brugge | París                                  |  |
| 18:45 CET Jornada 6   | Mbappé 2', 9' · Messi 38', 76' (p.) | Informe | 68' Rits    | Parc des Princes · Jesús Gil Manzano · |  |

#### Fase Final
| 15 de febrer de 2022                | Paris Saint-Germain | v | Reial Madrid | París              |  |
| 21:00 CET Vuitens de final - Andada |                     |   |              | Parc des Princes · |  |

| 9 de març de 2022                    | Reial Madrid | v | Paris Saint-Germain | Madrid |  |
| 21:00 CET Vuitens de final - Tornada |              |   |                     |        |  |

### Supercopa francesa
| 1 d'agost de 2021 | Lille    | 1–0     | Paris Saint-Germain | Tel-Aviv                                              |  |
| 21:00 CEST Final  | Xeka 45' | Informe |                     | Estadi Bloomfield · 29.000 espectadors · Yigal Frid · |  |

## Estadístiques
Última actualització: 7 de desembre de 2021

### Estadístiques de l'equip
| Competició         | Primer partit       | Últim partit | resultat                     | Registre | Registre | Registre | Registre | Registre | Registre | Registre | Registre |
| Competició         | Primer partit       | Últim partit | resultat                     | Pts      | Pj       | PG       | PE       | PP       | GF       | GC       | DG       |
| ------------------ | ------------------- | ------------ | ---------------------------- | -------- | -------- | -------- | -------- | -------- | -------- | -------- | -------- |
| Ligue 1            | 7 agost 2021        | 21 maig 2022 | 1 (en progrés)               | 42       | 17       | 13       | 3        | 1        | 36       | 16       | +20      |
| Copa francesa      | 17-18 desembre 2021 |              | Jornada de 64 (en progrés)   | -        | 0        | 0        | 0        | 0        | 0        | 0        | +0       |
| Supercopa francesa | 1 agost 2021        | 1 agost 2021 | Subcampió                    | -        | 1        | 0        | 0        | 1        | 0        | 1        | -1       |
| Lliga de Campions  | 14 setembre 2021    |              | Vuitens de final(en progrés) | 11       | 6        | 3        | 2        | 1        | 13       | 8        | +5       |
| Total              | Total               | Total        | Total                        | -        | 23       | 16       | 4        | 3        | 48       | 24       | +26      |

Note: 
Pts = punts
 Pj = Partits Jugar
PG = Partits Guanyats
 PE = Partits Empatats
 PP = Partits Perdut
 GF = Gols a favor
 GC = Gols en contra
 DG = Diferència de gols

### Rendiment a la lliga
| Jornada  | 1 | 2 | 3 | 4 | 5 | 6 | 7 | 8 | 9 | 10 | 11 | 12 | 13 | 14 | 15 | 16 | 17 | 18 | 19 | 20 | 21 | 22 | 23 | 24 | 25 | 26 | 27 | 28 | 29 | 30 | 31 | 32 | 33 | 34 | 35 | 36 | 37 | 38 |
| -------- | - | - | - | - | - | - | - | - | - | -- | -- | -- | -- | -- | -- | -- | -- | -- | -- | -- | -- | -- | -- | -- | -- | -- | -- | -- | -- | -- | -- | -- | -- | -- | -- | -- | -- | -- |
| Terra    | T | C | T | T | C | C | T | C | T | C  | T  | C  | T  | C  | T  | C  | T  | C  | T  |    |    |    |    |    |    |    |    |    |    |    |    |    |    |    |    |    |    |    |
| Resultat | V | V | V | V | V | V | V | V | D | V  | E  | V  | V  | V  | V  | E  | E  |    |    |    |    |    |    |    |    |    |    |    |    |    |    |    |    |    |    |    |    |    |
| Posició  | 4 | 3 | 1 | 1 | 1 | 1 | 1 | 1 | 1 | 1  | 1  | 1  | 1  | 1  | 1  | 1  | 1  | 1  |    |    |    |    |    |    |    |    |    |    |    |    |    |    |    |    |    |    |    |    |

Llegenda:

Lloc: C = Casa; T = Transferència.
Resultat: V = Victòria; E = empat; D = Derrota.